# Jan Yoshida Shōun
Jan Yoshida Shōun (ur. w Miyako w Japonii; zm. 18 listopada 1619 wzgórze Nishizaka w Nagasaki) – błogosławiony Kościoła katolickiego, japoński męczennik, ofiara prześladowań antykatolickich w Japonii.

## Życiorys
W Japonii w okresie Edo (XVII w.) doszło do prześladowań chrześcijan. Jan Yoshida Shōun był członkiem Bractwa Różańcowego. Udzielał schronienia misjonarzowi Alfonsowi de Mena. Został razem z nim aresztowany 14 marca 1614 r. Stracono go przez spalenie żywcem na wzgórzu Nishizaka w Nagasaki 18 listopada 1619 r.
Jego żona Maria poniosła śmierć męczeńską w 1622 r.
Został beatyfikowany razem z żoną w grupie 205 męczenników japońskich przez Piusa IX w dniu 7 lipca 1867 (dokument datowany jest 7 maja 1867)
Dniem jego wspomnienia jest 10 września (w grupie 205 męczenników japońskich).